# Julian Coolidge
Julian Lowell Coolidge (1873-1954) est un mathématicien américain qui est professeur et directeur du département de mathématiques à l'université Harvard.

## Biographie
Après des études à Harvard et Oxford, Coolidge enseigne de 1897 à 1899 à la Groton School, où il a Franklin Roosevelt comme étudiant. En 1899, il accepte un poste d'instructeur à Harvard, où il devient professeur assistant en 1902. Il prend alors deux années sabbatiques pour compléter ses études à Turin avant de recevoir un doctorat de l'université de Bonn,. Il retourne ensuite enseigner à Harvard où il accomplit le reste de sa carrière, à l'exception d'un an comme professeur étranger à la Sorbonne à Paris.
Pendant la Première Guerre mondiale, Coolidge sert dans le corps expéditionnaire de l'US Army en France, atteignant le grade de major. À la fin de la guerre, le gouvernement français lui décerne la croix de chevalier de la Légion d'honneur.
Coolidge retourne enseigner à Harvard, où il obtient une chaire de professeur. En 1927, il est nommé directeur du département de mathématiques à Harvard, poste qu'il occupe jusqu'à sa retraite en 1940. Fellow de l'American Academy of Arts and Sciences, Coolidge est aussi président de la Mathematical Association of America en 1925 et vice-président de l'American Mathematical Society en 1918,. Il est l'auteur de plusieurs livres sur les mathématiques et l'histoire des mathématiques.

## Sélection de publications
- The Elements of Non-Euclidean Geometry, Oxford University Press, 1909.
- A Treatise on the Circle and the Sphere, Oxford University Press, 1916[5].
- The Geometry of the Complex Domain, The Clarendon Press, 1924.
- An introduction to mathematical probability, Oxford University Press, 1925
- A Treatise on Algebraic Plane Curves, Oxford University Press, 1931 (Dover Publications 2004).
- A History of Geometrical Methods, Oxford University Press, 1940[6] (Dover Publications 2003).
- A History of the Conic Sections and Quadric Surfaces, The Clarendon Press, 1945[7].
- The Mathematics of Great Amateurs, Oxford University Press, 1949 (Dover Publications 1963).